# Radio-télévision belge de la Communauté française
Pour les articles homonymes, voir RTB.
La Radio-télévision belge de la Communauté française (RTBF) est une entreprise publique belge, chargée de la radio et de la télévision pour la Communauté française de Belgique. Elle succède, le 12 décembre 1977, à la Radiodiffusion-télévision belge (RTB). Elle a actuellement une offre radio, une offre télévisuelle et une offre Internet.
Ses équivalents sont la Vlaamse Radio- en Televisieomroeporganisatie (VRT) pour la Communauté flamande de Belgique et le Belgischer Rundfunk (BRF) pour la Communauté germanophone de Belgique.
La RTBF est membre de l'Union européenne de radio-télévision, est actionnaire de la chaîne d'information Euronews à hauteur de 0,60 %, de TV5 Monde à 11,1 %, de la RMB à 100 %, de Casa Kafka Pictures à 100 %, de la Sonuma à 40 % et de Dreamwall à 22 %.

## Historique
La loi du 18 juin 1930 créée l'Institut national de radiodiffusion (INR, ou NIR en néerlandais) qui se voit attribuer l'usage exclusif des trois longueurs d'onde accordées à la Belgique, dont deux seront utilisées pour diffuser des émissions en français et en néerlandais. Elle s'installe à la Maison de la Radio, à Ixelles. Le 14 juin 1940, face à l'invasion allemande, l'INR interrompt ses activités après avoir démonté ou détruit tous ses émetteurs afin d'éviter leur utilisation par l'ennemi.
Par l'arrêté-loi du 14 septembre 1945, l'INR retrouve son mandat de service de radiodiffusion public . Le 2 juin 1953 marque les débuts de la télévision en Belgique avec diffusion d'émissions régulières dès le 31 octobre.
En 1954, l'INR participe à la création de l'Eurovision. La Belgique est choisie comme pays hôte de la régie centrale — installée sous la coupole du Palais de Justice de Bruxelles — qui réceptionne et redistribue les programmes de plusieurs pays d'Europe grâce à une antenne plantée sur le dôme du palais.

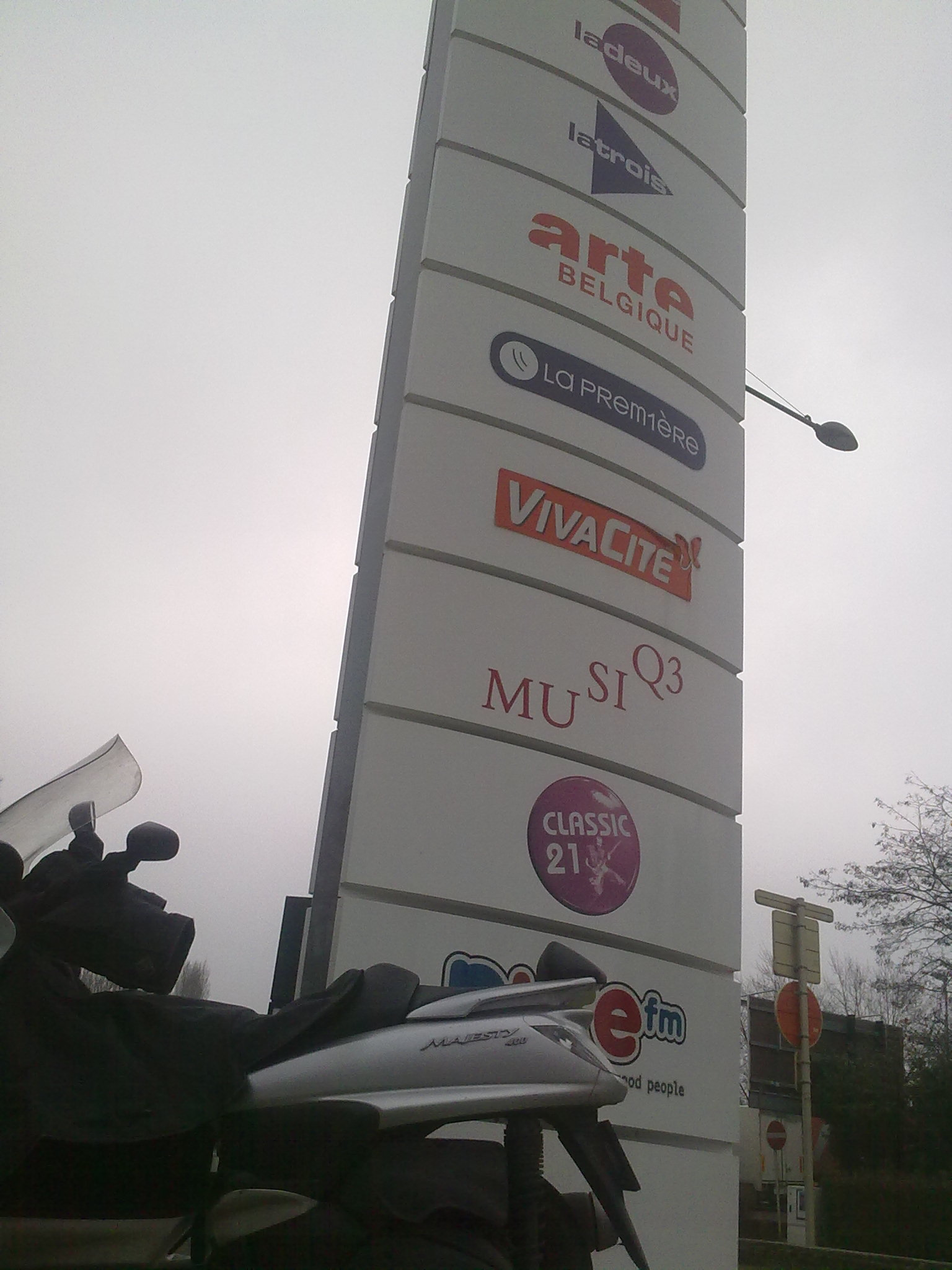
Totem RTBF avec logo des chaînes au Boulevard Reyers

En 1958, le Gouvernement Gaston Eyskens III est formé, et comporte pour la première fois un ministre des Affaires culturelles, Pierre Harmel. En 1959, il rattache l'INR-NIR au département des Affaires culturelles, et non plus aux PTT (Postes, télégraphes et téléphones). Puis, par la loi du 8 août 1960, il crée la Radio-télévision belge. Après 30 années d'existence, l'INR-NIR fait place à un institut d'émissions en néerlandais (BRT, Belgische Radio- en Televisieomroep), un institut d'émissions françaises (la RTB, Radiodiffusion-télévision belge, émissions françaises) et un institut des services communs. Les programmes francophones et flamands deviennent indépendants. La RTB dispose d'une autonomie culturelle totale, d'une indépendance vis-à-vis du gouvernement et de la liberté d'information. Un Conseil d'administration est composé de membres représentant proportionnellement les partis politiques reconnus. L'État verse à la RTB une dotation annuelle. La publicité commerciale est interdite .
La télévision est devenue autonome par rapport à la radio, avec du personnel distinct, et des locaux appropriés. En 1971, la télévision passe à la couleur et des centres régionaux de production sont créés à Liège et Charleroi en 1976, puis à Bruxelles en 1979. La RTB lance en 1977 une deuxième chaîne de télévision, RTBis, qui propose des rediffusions de la première chaîne ainsi que la diffusion de diverses émissions et feuilletons (qui deviendra RTBF Bis puis en 1979 Télé 2).
À la suite de la fédéralisation de la Belgique dans les années 1970 et à la création de trois communautés linguistiques dotés de compétences juridiques, un décret du Conseil culturel de la Communauté française de Belgique transforme la RTB en Radio-Télévision belge de la Communauté française (RTBF) le 12 décembre 1977. La Belgischer Rundfunk (BRF) est alors créée par la Communauté germanophone de Belgique pour assurer les services jusqu'ici dévolus à la RTB. La RTBF et la BRF ont gardé le 'B' de Belgique alors qu'en 1998, la BRT devenait VRT.
Tout comme la RTB, la RTBF dispose de l'autonomie culturelle, de la liberté de l'information, d'une indépendance face aux pouvoirs publics et d'un monopole de diffusion radio-télévisée.
Les années 1980 vont permettre à la RTBF de se développer, tout d'abord en tant que membre fondateur de la chaîne internationale francophone TV5, créée en 1984 avec TF1, Antenne 2, FR3 et la SSR, puis avec la création en 1985 de la première filiale de la RTBF, la RMB (Régie Média Belge). La Communauté française autorise par décret du 4 juillet 1989 la diffusion par la RTBF de publicités dont la gestion et la commercialisation des espaces publicitaires est confiée à TVB, société commune aux chaînes publique et privée de la Communauté française (RTBF et RTL tvi). C'est enfin la création de Canal+ TVCF, télévision à péage, filiale de la RTBF et du groupe Canal+ créée à Bruxelles, le 28 août 1988 et qui deviendra Canal+ Belgique en mai 1995. Le 21 mars 1988 naît Télé 21, deuxième chaîne à part entière alliant l'événement en direct et la diffusion de films, de musique et de documentaires sociaux et culturels.
Malgré ces développements, l'entreprise subit la concurrence conjointe des chaînes de télévision et de radio françaises et privées belges. En vue d'enrayer son déficit croissant, l'entreprise met en place en 1993 le plan Horizon 97 prévoyant le départ anticipé à la retraite du personnel statutaire. Télé 21 cède la place à Arte 21 (la RTBF entre alors dans le GEIE d'Arte en mars 1993 en tant que membre associé, cet accord sera suspendu en mars 1994) et Sport 21 qui reste la chaîne de l'événement sportif et des grands directs (canal partagé avec les programmes d'Arte).
Quatre ans plus tard, le 8 juillet, un décret du parlement de la Communauté française donne l'autonomie financière à la RTBF en en faisant une entreprise publique autonome. Le 1er mars 1997, la deuxième chaîne, RTBF 2, divise son offre de programmes entre la Deux, chaîne de multidiffusion de programmes culturels, de documentaires et chaîne d'accueil des événements non sportifs en direct (Commissions parlementaires, Concours musical Reine Elisabeth par exemple) et Eurosport 21 qui propose des « fenêtres » de programmes sportifs produits par la RTBF, insérées dans le programme complet de Eurosport. À l'occasion de la Coupe du Monde de Football de 1998, la RTBF décide de diffuser l'intégralité des matches sur ses deux chaînes de télévision principales, RTBF la Une et RTBF la Deux. Afin que le public le plus large ait accès à ces programmes, on procède à une redistribution des émetteurs, qui permet de capter la Une et la Deux sur les réseaux de télédistribution bien sûr, mais aussi par voie hertzienne, sur la totalité du territoire de la Région wallonne et de la Région de Bruxelles-Capitale. Ce dispositif sera maintenu au-delà de la Coupe du Monde, par décision du Conseil d'Administration du 13 juillet.
Au milieu des années 1990, la RTBF reprend une politique d'expansion en participant à la création d'Euronews en 1993, en signant un accord de coproduction avec la chaîne franco-allemande Arte en 1995, portant sur la production d'une vingtaine d'heures de programmes par an, en reprenant ensuite la diffusion d'émissions radio en ondes courtes par RTBF International le 1er février 1999, à destination de l'Afrique centrale et de l'Europe méridionale et en créant enfin en 2001 RTBF Sat diffusée en clair et en numérique vingt-quatre heures sur vingt-quatre sur toute l'Europe grâce au satellite Astra.
Le plan Magellan, destiné à assainir les finances de l'entreprise grâce notamment à des départs en retraite anticipés, mais aussi par un repositionnement des chaînes du groupe, est approuvé le 9 octobre 2002 par le conseil d'administration de la RTBF. Ainsi, les radios sont réformées : Bruxelles Capitale et Fréquence Wallonie fusionnent pour donner VivaCité ; quant à Radio 21, elle se scinde en une chaîne classic rock (Classic 21) et une chaîne musicale « jeune » (Pure FM). Les deux chaînes de télévision sont également profondément remaniés pour être plus complémentaires. La deuxième chaîne de la RTBF fait peau neuve en septembre 2003 en prenant l'appellation la deux et en s'offrant un nouvel habillage, de nouvelles émissions et de nouveaux visages.
Ce plan de transformation se termine en mai 2005 avec l'adoption d'une nouvelle identité visuelle qui abandonne le logo « oreille » datant de l'INR pour un look plus moderne.
En septembre 2005, la RTBF commence à adopter le format 16/9.

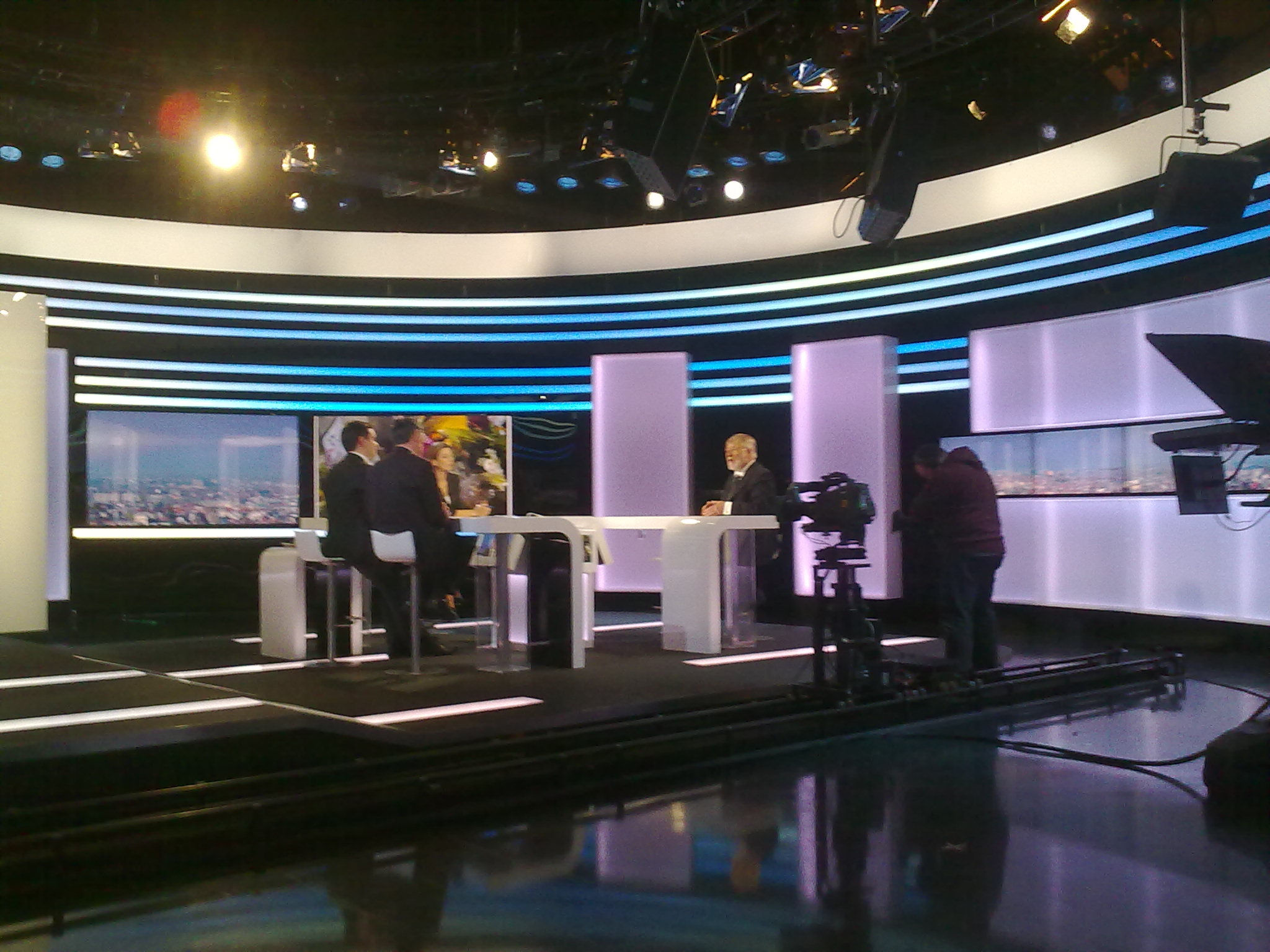
Intérieur d'un studio d'information en 2012.

La Trois, copie dérivée de RTBF Sat, est lancée officiellement le 30 novembre 2007. Son contenu et son habillage sont identiques à celui de la RTBF Sat. Seul le logo de la chaîne change. Son inauguration a lieu dans le cadre du lancement officiel du bouquet TNT de la RTBF. Quatre chaînes de télévision sont alors disponibles : la Une, la Deux, la Trois et Euronews.
La crise économique des années 2008 et suivantes n'épargnera pas la RTBF. Pour causes d'économies imposées par la Communauté française de Belgique, son pouvoir de tutelle, en trois mois à peine le groupe de radio-télévision voit la fin des émissions radio en ondes courtes et la disparition d'une de ses chaînes de télévision. Les recettes fiscales étant insuffisantes à cause de la crise économique, le budget alloué à la RTBF par la Communauté française est revu à la baisse.
Le 31 décembre 2009 à 23 h 15, la diffusion en ondes courtes de RTBF International est définitivement abandonnée, mettant un terme à l'utilisation de cette technologie au sein du groupe. La chaîne radio est désormais disponible en streaming et podcasting. La diffusion en AM depuis l'émetteur de Wavre a été arrêtée le 31 décembre 2018 et se poursuit en FM à Kinshasa jusqu'en juillet 2019.
Le 12 janvier 2010, Jean-Paul Philippot, administrateur général, annonce une nouvelle évolution dans l'histoire du groupe : la RTBF s'appelle désormais RTBF.be, changeant par la même occasion de logo. Cette petite révolution montre l'intérêt du groupe pour les nouvelles technologies et surtout pour son pôle internet, entre télé et radio, qu'il souhaite développer.
Le 15 février 2010 à minuit, pour la première fois de son histoire, la RTBF connaît la fermeture d'une de ses chaînes de télévision. RTBF Sat est en effet suspendue, car la diffusion par satellite est jugée trop onéreuse. La Trois continue la diffusion du programme de RTBF Sat, mais uniquement à destination du public belge. La grille des programmes connaît une période de transition allant de mi-février 2010 à septembre 2010. Le 25 septembre 2010, elle devient une chaîne sans publicité, ouverte à des productions externes à la RTBF, accueillant les programmes pour enfants, des films et séries en version originale, des documentaires, des archives, des JT avec traduction gestuelle et des rediffusions des autres chaînes.
De septembre 2014 à 2018, la RTBF couvre tous les matches de l'équipe de Belgique de football.
Le 22 juin 2014, la RTBF a réalisé un record d'audience lors du match Belgique Russie 2e match de la phase de poule.
À partir de la saison 2018-2019, la RTBF récupère les droits de la coupe de football Ligue Europa pour une durée de 3 ans.
Le 31 décembre 2018, la RTBF arrête d'utiliser les ondes moyennes pour la diffusion de ses programmes.
Le 7 septembre 2020, les chaînes de radio Pure et de TV La Deux fusionnent pour donner naissance au média Tipik, ciblant les jeunes adultes et se déclinant en TV, radio et sur le digital.

## Identité de l'entreprise

### Emblème et logos
En 1967, le graphiste anversois Michel Olyff – à qui l'on doit notamment les logos du Crédit communal, du Patrimoine mondial et de la Loterie nationale – conçoit un emblème commun pour la RTB et la BRT. Surnommé « l'oreille » – mais parfois aussi « le coquillage », « l'œil qui entend », « l'oreille qui voit », ou « la corne d'abondance » –, il représente un cercle tournant sur lui-même et s'élargissant, à la manière d'une onde, et ce, afin « d'exprimer l'idée de la diffusion ». Dans une interview réalisée en 1997, M. Olyff précise que son emblème – terme qu'il préfère à celui de « logo » – prend la forme du pavillon d'un phonographe : « Ce n'est ni une oreille, ni un œil, symboles de récepteur, mais un pavillon ou un cornet, symbole de l'émetteur ». L'emblème sera également utilisé par la BRF, le groupe audiovisuel public de la Communauté germanophone de Belgique créé en 1977.
En décembre 1977, les lettres « RTB » ainsi qu'un grand « F » sont ajoutées à l'emblème, toujours sous la supervision de M. Olyff. Ce changement traduit le changement de nom de RTB (Radio-télévision belge) en RTBF (Radio-Télévision belge de la Communauté française). En octobre 1982, l'emblème de Michel Olyff est modifié une seconde fois, par Jean Binon afin d'être décliné dans les trois couleurs primaires.
En 1994, la RTBF confie à Imagique – filiale de la RTBF dirigée par Jean-Louis Stalport, et spécialisée dans le graphisme –, puis à la société française Gédéon, la réalisation de nouveaux sonores et habillages pour ses émissions. Le « pavillon de phonographe » est alors modifié sans l'accord de Michel Olyff : un encadrement est ajouté, la couleur bleue remplace le noir, le disque blanc est remplacé par un anneau, et enfin une brisure dans la courbe inférieure apparaît. Selon Olyff, ces changements sont probablement dus à l'erreur d'interprétation de l'emblème par la RTBF et Gédéon, qui y voient un œil et une oreille au lieu du disque et de la spirale qui évolue. Olyff écrit alors à la RTBF, et des contacts sont établis entre Olyff et Stalport afin de respecter l'emblème initial. Olyff consent au maintien du rectangle d'encadrement et de la couleur bleue, mais demande le retour du disque plein blanc ainsi qu'une correction de la courbe. Après trois ans de tractations qui n'aboutirent pas, Olyff intente un procès au groupe, qui est condamné le 5 août 1997 au paiement d'une astreinte de 50 000 francs pour chaque utilisation du logo dénaturé, et ce, dès le 8 août 1997. Finalement, la RTBF et Olyff concluent un accord à l'amiable : l'emblème retravaillé par Olyff et dont Stalport ne voulait pas est adopté,.
Le 9 juin 2005, la RTBF abandonne définitivement le « pavillon de phonographe », la remplaçant par un logo fait des lettres « rtbf » en minuscules, synonymes de souplesse, de simplicité et d'ouverture,. Le 13 janvier 2010, afin de marquer le passage de l'institution au numérique et aux nouvelles technologies, un cercle bleu comprenant le domaine .be est ajouté à l'ensemble.
Notons enfin que la VRT a abandonné l'emblème de Michel Olyff au début des années 1990. Quant à la BRF, elle l'utilisa jusqu'en juin 2015.

Emblème « pavillon de phonographe » de la RTBF du 12 décembre 1977 à octobre 1982
Emblème de la RTBF de octobre 1982 à septembre 1994
Emblème modifié par la société Gédéon, utilisé de septembre 1994 à août 1997
Emblème retravaillé par M. Olyff, utilisé du 1er septembre 1997 au 8 juin 2005
Logo « rtbf » du 9 juin 2005 au 12 janvier 2010
Logo « rtbf.be » depuis le 13 janvier 2010

### Siège
Le siège de la RTBF est situé dans un immeuble au Boulevard Auguste Reyers 52 à Schaerbeek, Bruxelles. Ce site est desservi par la station de prémétro Diamant.
La RTBF possède des centres régionaux de production à Charleroi, Liège, Mons, Namur et Libramont. Elle dispose également d'un site à Rhisnes qui concentre l'ensemble des moyens techniques et mobiles (cars de captations) de l'entreprise, pour l'ensemble de ses médias.
Les émissions sont préparées dans les différents centres de productions du groupe. Le journal télévisé, les émissions sportives, le Dan Late Show et certaines émissions devant utiliser un fond vert sont enregistrées dans les studios du Boulevard Reyers, à Schaerbeek. Jusqu'en 2010, Ici Bla-Bla y était aussi enregistré. C'est aussi depuis cette location qu'émettent les radios La Première, Musiq3 et Tipik. Les radios VivaCité et Classic 21, elles, émettent depuis le centre de Mons. Les émissions de divertissement sont produites à Liège. Autrefois, certaines étaient produites à Charleroi, mais aujourd'hui[Quand ?], seules les émissions pour enfants et la météo y sont enregistrées.

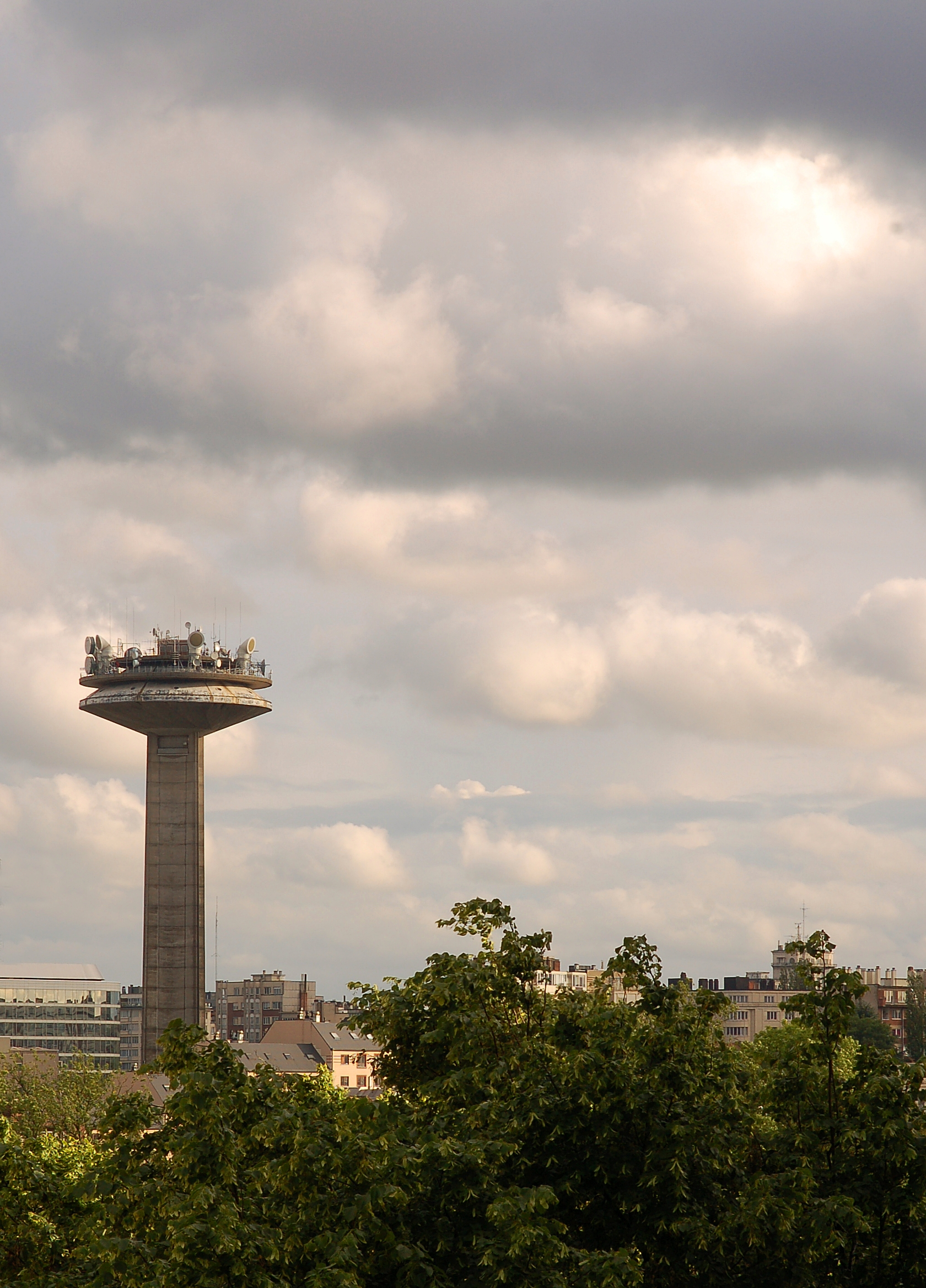
La tour Reyers, support des relais de la RTBF et de la VRT, Boulevard Reyers
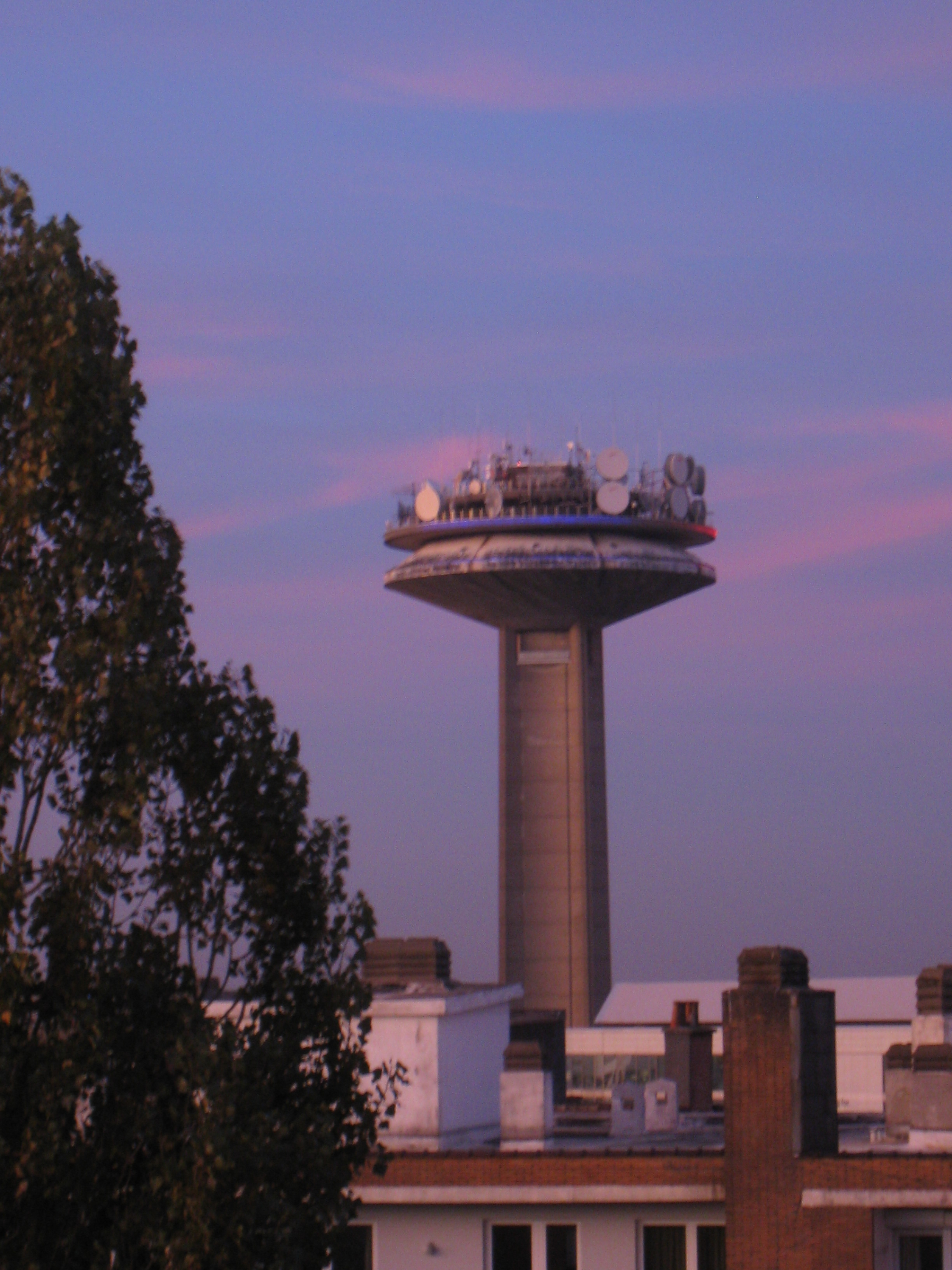
La tour Reyers
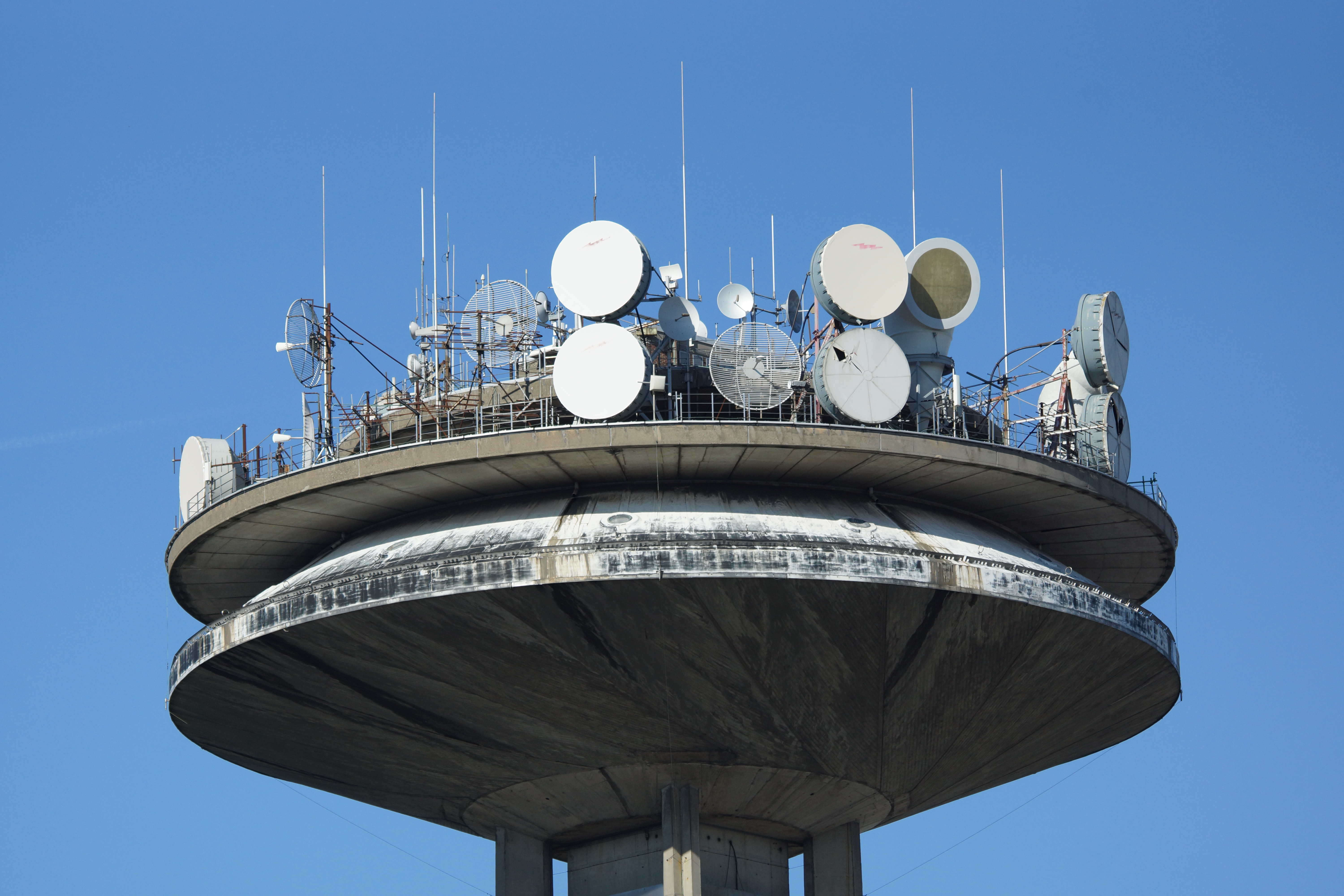
Sommet de la tour Reyers
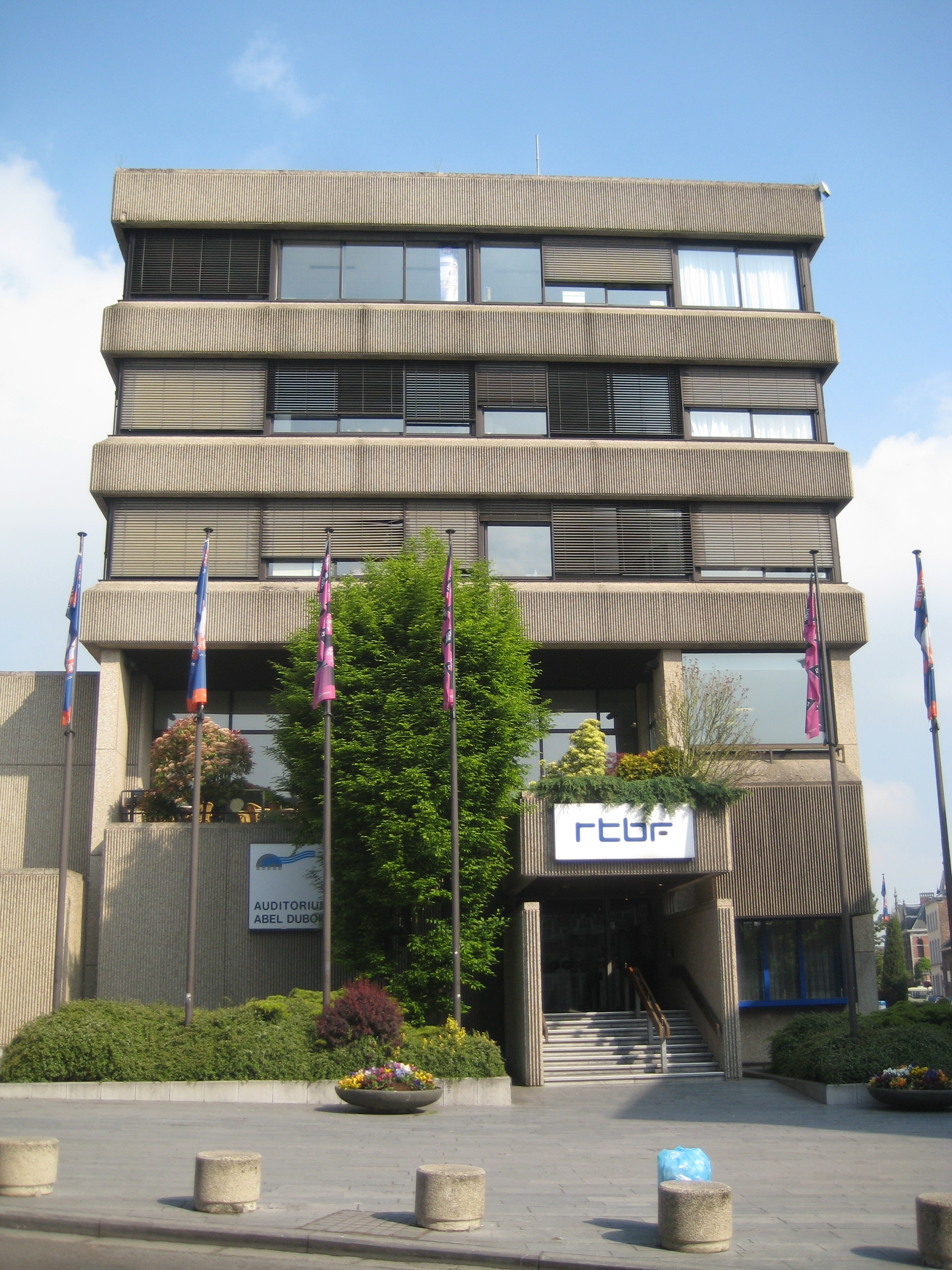
Bâtiment de la RTBF à Mons, studio de VivaCité et de Classic 21
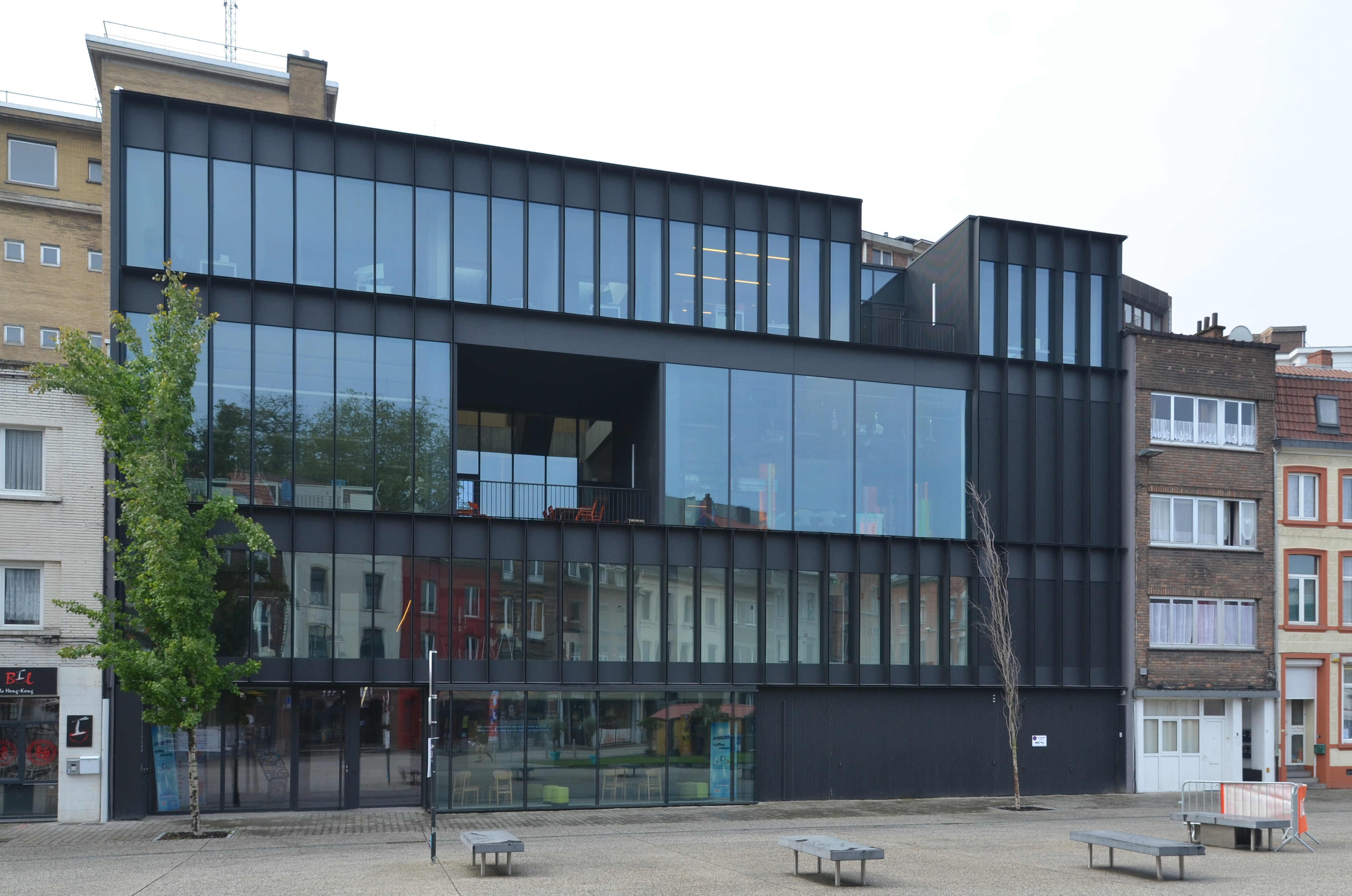
Médiasambre, studio de la RTBF et de Télésambre à Charleroi.

### Statut
La RTBF est une entreprise publique autonome à caractère culturel de la communauté (décret du 14 juillet 1997 modifié par décrets du 19 décembre 2002, du 9 janvier 2003, du 27 février 2003, du 3 juillet 2003 et du 19 mai 2004).
La RTBF fait partie de différentes instances internationales :
- Les Radios francophones publiques
- La Communauté des télévisions francophones
- Le Conseil international des radios-télévisions d'expression française (CIRTEF)
- L'Union européenne de radio-télévision (UER), dont elle est d'ailleurs l'un des membres fondateurs.

### Budget
Les recettes des radios et télévisions publiques belges s'élèvent en 2012 à 316 millions d'euros dont 70 % proviennent de la dotation de la Communauté française et 30 % ont leur origine dans la publicité et autres recettes commerciales.

## Organisation

### Principe
La RTBF est dirigée par un Conseil d'Administration dont les membres sont élus conformément aux répartitions politiques au sein du Conseil culturel de la Communauté française de Belgique, autorité de tutelle de la RTBF, afin d'éviter que les membres du conseil d'administration de la RTBF appartiennent tous à la même tendance politique.

### Personnes
Conseil d'administration (installé le 20 décembre 2024) :
- Président :
  - Joëlle Milquet (Les engagés)

- Vice-présidente :
  - Nadia Geerts (MR)

- Autres membres :
  - Laurent Hublet (Les engagés)
  - Véronique Salvi (Les engagés)
  - Corentin de Salle (MR)
  - Axel Miller (MR)
  - Mathieu Raedts (MR)
  - Juliette Mariscal (MR)
  - Rim Ben Achour (PS)
  - Gaëtan Servais (PS)
  - Jérémie Demeyer (PS)
  - Baptiste Erkes (Ecolo)
  - Michaël Verbauwhede (PTB)

Administrateurs généraux :
L'Administrateur général est désigné par le Conseil culturel pour un mandat de six ans. Les membres du Comité de Direction de la RTBF sont aussi nommés pour un mandat de 6 ans.
- Robert Wangermée : 12 décembre 1977 - décembre 1984
- Robert Stéphane : décembre 1984 - 13 décembre 1993
- Jean-Louis Stalport : 13 décembre 1993 - 7 mai 1997
- Christian Druitte : 24 juin 1997 - 10 janvier 2002
- Jean-Paul Philippot : depuis le 31 janvier 2002

Directeur général du pôle Médias :
- Le 26 février 2018, Xavier Huberland est nommé directeur général du pôle Médias de la RTBF[20]

Directeur général du pôle Contenus :
- Le 02 mars 2021, Sandrine Roustan est nommée directrice générale du pôle Contenus de la RTBF[21]

Directeur de l'Information :
- Jean-Pierre Jacqmin, depuis le 1er juin 2008

Directeur général des Technologies et Exploitations
- Cécile Gonfroid, depuis 2009

Directeur des Finances
- Chris Vandervinne, depuis 2009

RTBF Entreprise : https://www.rtbf.be/entreprise/a-propos#gouvernance

## Services
La RTBF diffuse neuf stations de radio (sans compter les webradios) et quatre chaînes de télévision (quatre chaînes propres, une en collaboration avec Arte France).

### Radio
- La Première : radio généraliste axée sur l'information et la culture.
- VivaCité : radio de proximité et aussi axée sur le sport.
- Musiq3 : radio de la musique classique, du jazz, de l'opéra.
- Classic 21 : radio des classiques du rock et de la pop.
- Tipik : radio qui vise les jeunes adultes.
- TARMAC : radio hip hop urbain
- RTBF Mix : radio reprenant des programmes de La Première, de Classic 21 et de VivaCité, diffusée en Flandre (DAB+) et sur Internet.
- Jam : radio musicale en DAB+[22].
- Viva+ : radio aux musiques des années 1960 et 70 en DAB+[22]. La création de Viva+ remonte au 27 septembre 2019, jour de la fête de la Communauté française de Belgique. Viva+ est lancée en même temps qu'une autre radio de la RTBF : Jam[23]. Ce lancement coïncide avec le début officiel du DAB+ en Belgique[24].
- RTBF International : radio reprenant des programmes de La Première et de VivaCité, qui était diffusée en Europe et en Afrique centrale (diffusion radio arrêtée en 2019).
- Webradios de la RTBF accessibles depuis son site officiel.

### Numérique
- TARMAC : média numérique hip-hop et urbain ;
- SPIT : média numérique 100 % fun, 100 % peps et 100 % belge[25] ;
- RTBF_iXPé : média numérique créé le 3 décembre 2020, diffusé sur Twitch et YouTube, de vulgarisation et d'information sur l'actualité informatique (jeux vidéo, technologie, crash test, astuce, etc.).
- Mise à Jour : média numérique d'information et de vulgarisation de l'actualité pour les adolescents, diffusé sur TikTok et Instagram[26].

### Télévision
La RTBF opère cinq chaînes de télévision destinées à la Communauté française de Belgique, dont l'actualité et les coulisses peuvent être suivies en ligne :

Logo de La Une

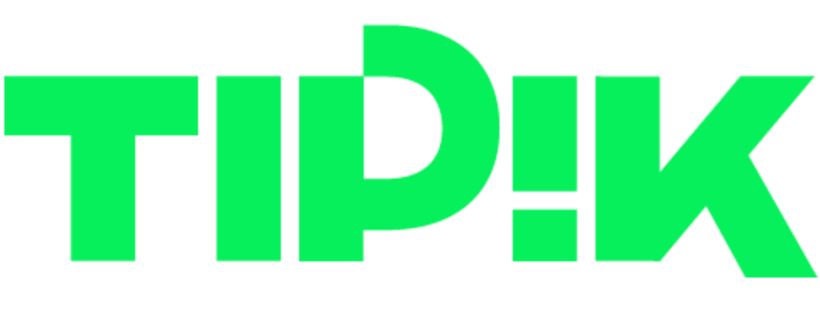
Logo de Tipik

Logo de La Trois

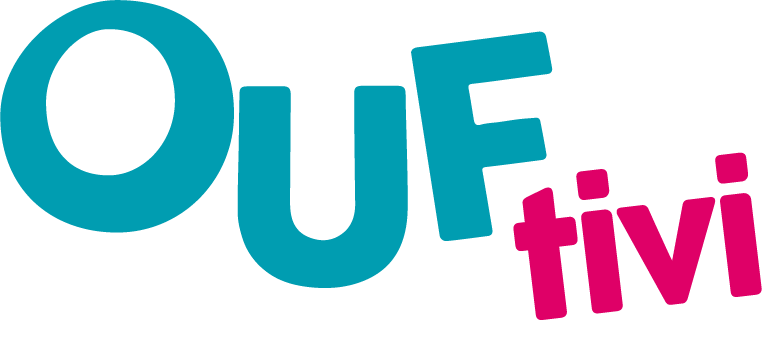
Dernier logo de OUFtivi avant 2023

- La Une : chaîne généraliste en diffusion hertzienne numérique, sur le câble et les plateformes IPTV.

- Tipik (ex- La Deux) : chaîne généraliste en diffusion hertzienne numérique proposant des programmes pour les jeunes adultes, sur le câble et les plateformes IPTV.
- La Trois : chaîne généraliste en diffusion hertzienne numérique proposant des programmes pour un public affinitaires sur le câble et les plateformes IPTV.
- Auvio Kids TV : chaîne thématique en canal partagé avec la Trois et marque de toute l'offre jeunesse.
- TipikVision : chaîne thématique sur le câble et les plateformes IPTV.

À l'exception de TipikVision, chaque chaîne de la RTBF bénéficie d'un canal diffusé en haute définition, même si seulement une petite partie des programmes est en qualité HD.

### Chaînes et entreprises du Groupe RTBF
- La Une (100 %)
- Tipik (100 %)
- La Trois (100 %)
- Euronews (0,60 %)
- TV5 Monde (11,1 %)
- RMB (100 %)
- CasaKafka Pictures (100 %)
- Sonuma (40 %)
- Dreamwall (22 %)
- Arte Belgique (100 %)
- TipikVision (100 %)

### La vidéo à la demande
L'offre VOD (vidéo à la demande) de la RTBF se décline sur plusieurs plateformes :
- Web :
  - La VOD gratuite est rassemblée sous la marque RTBF Auvio depuis 2016. Elle se décline en « catch up TV » (c'est-à-dire la télévision de rattrapage) pour permettre aux internautes de revoir les programmes télévisés durant sept jours après leur diffusion originale, ou en « free VOD » pour regarder des produits uniquement web ou d'autres vidéos qui complètent les articles des sites information et sport de la chaîne.

- IDTV :
  - La RTBF propose deux offres VOD IDTV (plateformes des câblos et opérateurs télécoms). La catch up TV, qui est gratuite et la « pay vod » qui est payante. Cette dernière permet de découvrir des séries en avant-première, mais aussi de revoir des épisodes diffusés en télévision.

- Mobile :
  - La RTBF propose deux applications mobiles : « TV Nomade » (pour iOS) qui donne accès aux trois chaines en direct ainsi qu'à tous les programmes jusqu'à 24 heures en arrière avec également un volet réseaux sociaux ; et une application RTBF (pour iOS et Android) donnant accès aux articles d'information, à la météo, aux dernières nouvelles sportives, aux programmes télévisés des trois chaînes, au cinq radios en direct, au trois chaînes en direct, et aux derniers JT en accès gratuit.
  - Les vidéos des sites sont aussi accessibles sur des smartphones ainsi que sur l'iPad.

- Smart TV :
  - La RTBF a développé une application pour les téléviseurs intelligents de Samsung. Celle-ci permet de revoir une grande partie des programmes des trois chaînes gratuitement pendant sept jours. Il n'existe toujours pas à ce jour d'application pour les systèmes d'Apple (Apple TV) et Google (Android TV).
  - Les applications RTBF sur PS3/PS4 et sur Xbox One proposent une offre de catch up à sept jours entièrement gratuite.

## Programmation, productions et coproductions

### En télévision

#### Actuellement
- C'est du belge (depuis 2005)
- Cinquante degrés nord (diffusée sur Arte Belgique)
- Contacts (depuis 1970)
- Dan Late Show (depuis 2014)
- Investigation (depuis 2020)
- Jardins et Loisirs (depuis 1997)
- La Télé de A@Z (depuis 2010)
- Le jardin extraordinaire (depuis 1965)
- Les Ambassadeurs (depuis 2015)
- Les Carnets du bourlingueur (depuis 1991)
- Matière grise (depuis 2004)
- Les Niouzz (depuis 2000)
- Noms de Dieux (depuis 1996)
- On n'est pas des pigeons ! (depuis 2011)
- Quai des Belges (depuis 2004)
- Signé Taloche (depuis les années 2000)
- The Voice Belgique (depuis 2011)
- Tout ça (ne nous rendra pas le Congo) (depuis 2002)
- Une brique dans le ventre (depuis 2004)
- QR (depuis 2021)

#### Anciennes émissions
- À vos marques (1961-1977)
- Au nom de la Loi (1979-2003)
- Au quotidien (2005-2011)
- Autant Savoir (1977-2004)
- Bébé Antoine (1965-1971)
- Bonhommet et Tilapin (1966-1971)
- Bon week-end (1992-1998)
- Devoir d'enquête (2009-2020)
- Dossier Noir (2005-2007)
- Double 7 (1987-1996)
- Faits-Divers (1992-2004)
- Feu vert (1966-1980)
- Forts en tête (1997-2005)
- Génies en herbe (1989-2007)
- Ici Bla-Bla (1994-2010)
- La Clef des champs (1998-2015)
- La Télé infernale (2004-2005)
- Le Jeu des dictionnaires (1991-1993)
- L'Envers de l'écran (2004-2007)
- L'hebdo (1993-2004)
- Lollipop (1980-1985)
- Luna Park (1993-1996)
- Monsieur Dictionnaire (2009-?)
- Nouba Nouba (1985-1994)
- Pour la Gloire (1996-2002)
- Questions à la Une (2005-2019)
- Sans chichis (2009-2013)
- Strip-tease (1985-2004)
- Télétourisme (1981-2015)
- Visa pour le monde (1967-1984)
- Zygomaticorama (1977-1985)

### Films, séries télévisées et téléfilms coproduits par la RTBF
Depuis le début des années 2010, la RTBF coproduit nombre de séries télévisées et de téléfilms, le plus souvent à caractère policier, en association avec France Télévisions, TF1 et diverses sociétés de production françaises ou belges (comme Be-Films).

#### Cinéma
- Largo Winch : Le Prix de l'argent d'Olivier Masset-Depasse

#### Séries
- Le Sang de la vigne (2011-2017)[28],[29],[30],[31]
- Candice Renoir (depuis 2013)[28],[32],[33]
- Nina (depuis 2014)[28],[34]
- Cassandre (depuis 2015)[35]
- Crimes parfaits (depuis 2017)[36],[37],[38]
- Balthazar (depuis 2018)[39],[40]
- Astrid et Raphaëlle (depuis 2019)[41],[42]
- Prière d'enquêter (depuis 2019)
- Le crime lui va si bien (depuis 2019)[43]
- César Wagner (depuis 2020)[44]
- Police de caractères (depuis 2020)
- HPI (depuis 2021)[45],[46]
- Léo Mattéï, Brigade des mineurs[47]
- Sophie Cross (depuis 2021)[48]
- Simon Coleman (depuis 2022)[49]
- Poulets grillés (depuis 2022)[50]
- Marianne (depuis 2022)
- Master Crimes (depuis 2023)
- Mademoiselle Holmes (saison 2, 2025)

#### Collections de téléfilms policiers
- Meurtres à... (depuis 2013)[28],[51],[52]
- Crime à... (depuis 2014)[28],[53],[54],[55],[56]

#### Mini-séries
- Le Mystère du lac (2015)[57],[58]
- La Vengeance aux yeux clairs (2016-2017)
- Le Tueur du lac (2017)[59]
- La Forêt (2017)
- Les Innocents (2018)[60]
- Sous la peau (2018)[61]
- Noces rouges (2018)[62]
- Le Bazar de la Charité (2019)[63],[64],[65]
- Un avion sans elle (2019)[66]
- Soupçons (2019)
- Grand Hôtel (2020)[67],[68]
- Peur sur le lac (2020)[69],[70]
- Plan B (2021)[71],[72]
- Gloria (2021)[73],[74]
- Jugée coupable (2021)[75]
- J'ai menti (2021)[76]
- Une mère parfaite (2021)[77]
- L'Absente (2021)[78]
- Visions (2021)
- Une si longue nuit (2022)[79]
- I3P (2022)[80]
- Vise le cœur (2022)[81]
- Les Combattantes (2022)[82]
- Diane de Poitiers (2022)[83]
- Syndrome E (2022)
- Le Meilleur d'entre nous (2022)
- L'Homme de nos vies (2022)[84]
- Enquête à cœur ouvert (initialement Renaissances, 2022)
- Les Disparus de la Forêt-Noire (2022)[85]
- Vortex (2022)[86]
- Lycée Toulouse-Lautrec (2022)[87]
- Tout le monde ment (2022)[88]
- Attraction (2023)
- Flair de famille (2023)[89]
- La Tribu (2023)[90]
- Le Négociateur (2023)[91]
- Le Fil d'Ariane (2023)
- Tout pour Agnès (2023)
- Tout cela je te le donnerai (participation, 2024)
- La Recrue (2024)
- Contre toi (2024)
- Brocéliande (2024)
- Cette nuit-là (2024)
- Carpe Diem (2024)[92]
- Tom et Lola (2024)
- Le Daron (2024)
- Dans l'ombre (2024)
- Ça, c'est Paris ! (2024)
- Erica (2025)
- La Rebelle : Les Aventures de la jeune George Sand (2025)
- Le Parfum du bonheur (2025)
- La Belle et le Boulanger (2025)
- Enquête en famille (2025)
- Mémoire vive (2025)
- Je sais pas (2025)

#### Téléfilms
- La Loi selon Bartoli (2010)
- Les Fantômes du Havre (2018)[93]
- Piégés (2018)[94],[95]
- Ils ont échangé mon enfant[96]
- Le Pont du Diable (2019)[97]
- L'Héritage (2019)[98]
- Jamais sans toi, Louna (2019)[99]
- Infidèle (2019)[100]
- Les Murs du souvenir (2019)[101]
- Les Ondes du souvenir (2020)
- Le Canal des secrets (2020)
- Liés pour la vie (2020)
- Noël à tous les étages (2021)[102]
- Menace sur Kermadec (2022)
- Champion (2022)[103]
- Les Mystères de la duchesse (2022)
- Neige (2022)
- Maman, ne me laisse pas m'endormir (2022)[104]
- Petit Ange (2022)
- Le Village des endormis (2022)
- L'Impasse (2022)[105]
- La Vengeance sans visage (2022)
- À l'instinct (2023)[106]
- Le Secret de la grotte (2023)[107]
- Fille de paysan (2023)
- Comme mon fils (2023)[108]
- Le Goût du crime (2023)[109]
- Le Premier venu (2023)
- La Belle Étincelle (2023)[90]
- Noël… et plus si affinités (2023)
- La Fille de l'assassin (2023)
- Flash(s) (2023)
- Mort d’un berger (2024)
- Les Bois assassins (2024)
- Le Vent des sables (2024)
- Le Chant des sirènes (2024)
- Le Jour de ma mort (2024)
- Les Oubliés du Delta (2024)
- À qui profite le doute ? (2024)
- Le Livreur de Noël (2024)
- Tout le bleu du ciel (2025)
- Maudits (2025)
- Ness et Rayan : Le droit chemin (2025)
- Mort sur terre battue (2025)

#### Documentaire
- Si tu es un homme (2023)

### Sur le web
- Burkland (web-série)
- Euh (web-série)
- Jezabel (web-série)
- Presque Normal (web-série)
- Les Racuspoteurs
- La Théorie du Y (web-série)
- Typique (web-série)
- What the Fake
- Boldiouk & Bradock (web-série)

## Engagement social
Le 27 février 2018, on apprend que l'action de mobilisation de la RTBF intitulée « Viva for Life » a récolté 4 115 330 euros en 2017 et financera 104 projets associatifs. Du 17 au 23 décembre 2018, une nouvelle édition de l'opération « Viva for Life » au profit de l'enfance défavorisée est menée par la RTBF depuis la commune de Nivelles. Du 17 au 23 décembre 2019, la RTBF organise la 7e édition de l'opération « Viva for Life » au profit de l'enfance précarisée depuis la Grand-Place de Tournai.

## Audiences
Les audiences de la RTBF citées ci-dessous se basent sur les parts de marché 4 ans et plus,.
Comparaison entre les parts d'audience annuelles (sur la cible 4 ans et plus) des chaînes de télévision de la RTBF et celles d'RTL Group entre 2010 et 2019 :
|      | RTL Group | RTBF |
| ---- | --------- | ---- |
| 2010 | 27,6      | 20,8 |
| 2011 | 27,6      | 20,7 |
| 2012 | 26,4      | 21,1 |
| 2013 | 25,8      | 21,1 |
| 2014 | 24,7      | 22,2 |
| 2015 | 25,2      | 22   |
| 2016 | 25,2      | 24,6 |
| 2017 | 25,5      | 23,6 |
| 2018 | 25,1      | 25,3 |
| 2019 | 23,9      | 24,7 |
| 2020 | 24,9      | 26,6 |
| 2021 | 23,6      | 28   |
| 2022 | 23,1      | 26,4 |
| 2023 | 22,1      | 25,8 |
| 2024 | 21,8      | 27,3 |